# Атлас-Аджена
Атлас-Аджена (англ. Atlas-Agena) — американская ракета-носитель семейства Атлас.

## Конструкция
Атлас-Аджена образован установкой на баллистическую ракету «Атлас» второй ступени «Аджена», до этого успешно применявшуюся на ракетах «Тор».

## Модификации
- Атлас-Аджена-A
- Атлас-Аджена-B
- Атлас-Аджена-D